# Дескриптивна геометрия
Дескриптивната (описателната) геометрия е дял от геометрията, разработен за определяне на формите и размерите на телата. Това е инженерна дисциплина, която представлява двумерен геометрически апарат и набор от алгоритми за изследване на свойствата на геометрическите обекти. На практика дескриптивната геометрия се ограничава с изследване на обекти в триизмерното евклидово пространство. Изходните данни са представени във вид на независими проекции. В повечето задачи и алгоритми се използват две проекции върху взаимноперпендикулярни равнини.
Понастоящем дисциплината няма широко приложение в практиката поради развитието на изчислителната техника и апарата на линейната алгебра, но е незаменима като съставна част от общото инженерно образование на техническите специалности. Дискриптивната геометрия е наука, изучаваща пространствените фигури при помощта на тяхно проектиране чрез перпендикуляри върху равнини, които след това се разглеждат съвкупно една с друга.
При традиционните методи на изобразяване на предметите линиите, които се простират далече от окото на наблюдателя, се съкращават поради начина, по който те се възприемат от човешкото око. Дори при фотографиите невинаги е възможно да се определи реално  изобразения предмет, колкото и точно да е предаден той. Даже често фотографията води към перспективни грешки. Всеки майстор, бил той шлосер, стругар, зидар или друг, може да изпълни поръчания предмет съгласно желанията на поръчителя само в случай че му е дадено точно описание на обекта (технически чертеж), по което лесно и точно могат да се определят всички размери на начертаните линии, дори и на такива, които се отдалечават в дълбочина на картината и затова изображенията са представени условно. Дескриптивната геометрия обучава за изготвянето на такива документи (чертежи), в които предметът се изобразява почти такъв, какъвто го виждаме и при това така, че по начертаните линии може с точност да се определят размерите и истинският вид на изобразения предмет.

## Основни принципи
Да си представим, че в точка О (рис. 2) се намира окото (гледната точка) на човек, наблюдаващ предмета АВ. Представяме си плоскост MN, разположена между предмета и точката за наблюдение. Прокарваме от О прави линии към тези точки на предмета, които характеризират неговата форма. Тези прави, които наричаме проекционни лъчи, ще пресекат плоскостта MN в различни точки. Точки ab съставят картината на предмета АВ и са негов образ. Затова равнината MN се нарича равнина на картината (проекционна равнина). Точката на пресичане на проекционния лъч и равнината на картината се нарича централна проекция на тази точка на предмета, от която излиза дадения проекционен лъч. Такъв способ на изобразяване на предмета се нарича перспектива. Ако, вместо това да прекараме съвкупност от проекционни лъчи от точка О към предмета към гледната си точка, и започнем да пускаме перпендикуляри от точките на предмета към проекционната равнина, то полученото изображение, което представлява съвкупност от пресечните точки (основите) на тези перпендикуляри, ще запази някои сходства с перспективното. Действително колкото повече точка О бъде отдалечавана от предмета, толкова повече проекционните лъчи ще се приближават към взаимнопаралелно или перпендикулярно положение към плоскостта на картината. Такова изображение се нарича ортогонална проекция. И така, в ортогоналната проекция всяка точка на предмета се изобразява като пресечната точка на перпендикуляра, пуснат от предмета към проекционната равнина. Получаване по дадения чертеж на истински размери и други построявания по-лесно се изпълняват при ортогонално проектиране.
Основната идея на дескриптивната геометрия се състои в следното: ако съществуват две ортогонални проекции на предмета на две равнини , които са разположени по различен начин относно предмета, то с помощта на сравнително несложни построявания, свързани с тези две изображения, могат да се получат истинските размери на предмета, истинският му  вид, както и ортогонална проекция върху всяка зададена друга равнина. Разбира се, за това е необходимо да се знае в какво общо отношение целият чертеж е бил намален или увеличен спрямо реалния мащаб. Обикновено се задава видът на предмета чрез ортогонални проекции на такива две равнини. В архитектурата едната е хоризонталната и се нарича план, а другата е вертикална и се нарича фасада. Наричат ги още хоризонтална и вертикална равнина на проекцията. Ортогоналната проекция, перпендикулярна към плана и фасадата, се нарича страничен вид.